# Werner Giese (Tiermediziner)
Werner Giese (* 19. September 1936 in Calbe (Saale); † 29. April 2023) war ein deutscher Veterinärmediziner und Professor an der Tierärztlichen Hochschule Hannover.
Werner Giese studierte nach seinem Abitur an der Oberschule in Calbe ab 1954 Veterinärmedizin in Berlin sowie an der Tierärztlichen Hochschule Hannover und legte 1960 das Staatsexamen ab. 1962 wurde er mit einer Arbeit zur Biokinetik des radioaktiven Kohlenstoffs-14 in Ziegen promoviert und forschte anschließend an der Cornell University in New York, USA, zum Stoffwechsel von Iod und Strontium bei Haustieren. 1965 begann er an der Universität Hannover ein Studium der Physik, das er 1975 mit Diplom abschloss. Währenddessen habilitierte er sich 1971 am Physiologischen Institut der Tierärztlichen Hochschule Hannover und wurde als Privatdozent für Physiologie bestellt. 1972 wurde er zum außerplanmäßigen Professor ernannt und 1975 mit der Leitung des neuen Fachgebiets für medizinische Physik, des späteren Fachgebiets Allgemeine Radiologie und Medizinische Physik, betraut. 1978 wurde Werner Giese zum Universitätsprofessor ernannt. 1999 ging er in den Ruhestand. Sein Nachfolger wurde zunächst kommissarisch Gerhard Breves und später dauerhaft Hermann Seifert.
Werner Giese beschäftigte sich mit der Dekorporation von radioaktivem Cäsium bei Haus- und Nutztieren. Er entwickelte dazu ein veterinärpharmakologisch nach ihm Giese-Salz genanntes Präparat aus Ammoniumeisen(III)-hexacyanoferrat(II), das das Cäsium ähnlich wie Berliner Blau im Verdauungstrakt der Tiere bindet. Als Granulat wurde es nach dem Unfall von Tschernobyl auch zur Dekontamination von Molkepulver verwendet. Weitere Studien wurden im Jahre 2023 wieder aufgenommen im Todesjahr von Werner Giese.
1987 wurde Werner Giese mit dem ersten Hannoverschen Preis für Umwelttechnik ausgezeichnet.